# Clonostachys compactiuscula
Clonostachys compactiuscula är en svampart som först beskrevs av Pier Andrea Saccardo, och fick sitt nu gällande namn av D. Hawksw. & W. Gams 1975. Clonostachys compactiuscula ingår i släktet Clonostachys och familjen Bionectriaceae.   Inga underarter finns listade i Catalogue of Life.